# لابرا (آبخاز)
لابرا (به لاتین: Labra) یک منطقهٔ مسکونی در گرجستان است که در ناحیه اوچامچیرا واقع شده‌است.